# Chrysosoma setipes
Chrysosoma setipes är en tvåvingeart som först beskrevs av Jacques-Marie-Frangile Bigot 1890.  Chrysosoma setipes ingår i släktet Chrysosoma och familjen styltflugor. Inga underarter finns listade i Catalogue of Life.